# Marcell Benedek
Marcell Benedek (n. 22 septembrie 1885, Budapesta, Austro-Ungaria – d. 30 mai 1969, Budapesta, Republica Populară Ungară) a fost un profesor universitar maghiar, scriitor, istoric literar, traducător și director de teatru. Este fiul scriitorului Elek Benedek și tatăl lui András Benedek și István Benedek.

## Biografie
A absolvit studii de filologie maghiară și germană la Universitatea din Budapesta.
A fost redactor-șef al Magyar irodalmi lexikon (Lexiconul literar maghiar, I-III., Budapesta, 1963-1965). Traducerea din tinerețe a piesei La Princesse lointaine a lui Edmond Rostand a fost jucată în 1904 la Teatrul Național din Budapesta. În 1904 a fost fondatorul Societății Thália, împreună cu György Lukács și László Bánóczi. În 1910 a solicitat admiterea în Loja masonică Deák, în care a intrat la sfârșitul anului. În 1912 a avut o bursă de studii la Paris. Între anii 1912-1918 a lucrat ca profesor de liceu la Budapesta. În 1919 a fost lector de limba franceză la Universitatea din Budapesta. După destrămarea Republicii Sovietice Ungare, a fost dat afară din poziția de profesor.
Între anii 1930 și 1939 a fost secretar general al Asociației Naționale a editurilor ungare. Începând din 1939 a lucrat la Institutul de Literatură „Új Idők”, devenind ulterior director. Din 1945 a fost profesor de estetică și critică literară la Universitatea Bolyai din Cluj (1945-1946), dramaturg și regizor la Teatrul Maghiar din Cluj și director al Teatrului de Cameră. Când s-a întors la Budapesta a devenit maestru al unei loji a Francmasoneriei Maghiare și apoi, în 1949, a fost ales mare maestru. Între anii 1947-1962 a predat ca profesor la Universitatea Eötvös Loránd.

## Activitatea literară
El a portretizat cu compasiune spiritul umanist în societatea modernă, eroi singuratici și destinele individuale tragice.

## Lucrări
- Don Juan feltámadása (1904)
- A népköltészet hatása a XIX. század nagy epikusaira (1907)
- A tékozló fiú = The London prodigal, Ford. (1914)
- Vulkán (roman, 1918). Un roman al tineretului radical în perioada anterioară Primului Război Mondial.
- Lord Thomas Cromwell élete és halála : 1602., Ford. (1918)
- Királyság és köztársasság (1919)
- A modern világirodalom 1800–1920 (1920)
- Pokoljáró Tar Lőrinc (1920)
- A francia regény a XIX. században (Budapesta, 1921)
- A láthatatlan testőr (1921)
- Bevezetés az olvasás művészetébe (1923)
- Ady-breviárium (Budapesta, 1924)
- A modern magyar irodalom (Budapesta, 1924)
- Irodalmi lexikon (Budapesta, 1927)
- Irodalmi miniatűrök (1927)
- Hamlet tanár úr (Budapesta, 1928)
- A francia irodalom története (Budapesta, 1928)
- Magyar író tragédiája 1929-ben (1930)
- Tégyamitakarsz (1933)
- Irodalom-esztétika (1936)
- A magyar irodalom története (1938)
- Flóra (1943)
- Az irodalmi műveltség könyve (1947)
- Délsziget – avagy a magyar irodalom története (Budapesta, 1948)
- Benedek Elek (1955)
- Az olvasás művészete (Budapesta, 1957)
- Kis könyv a versről (Budapesta, 1960)
- Könyv és színház (1963)
- Kis könyv a drámáról (Budapesta, 1964)
- Kis könyv a regényről (Budapesta, 1965)
- Naplómat olvasom (Budapesta, 1965)
- Irodalmi hármaskönyv (Budapesta, 1966)
- Arany János (Budapesta, 1970, Gondolat Kiadó)

## Traduceri
A tradus în limba maghiară aproape două sute de opere literare celebre scrise de G. B. Shaw, Anatole France, Victor Hugo, Guy de Maupassant, Honoré de Balzac, Romain Rolland, Roger Martin du Gard, Erich Maria Remarque, Charles Dickens (Colind de Crăciun), P. L. Travers (Mary Poppins), inclus trei tragedii ale lui Racine (Andromaca, Berenice și Mitridate); Polyeucte a lui Corneille și Gargantua și Pantagruel a lui Rabelais.